# Campana (Corsica)
Campana (Corsicaans: A Campana d'Orezza) is een gemeente in het Franse departement Haute-Corse (regio Corsica) en telt 24 inwoners (2009). De oppervlakte bedraagt 2,37 km², de bevolkingsdichtheid is dus 10 inwoners per km².
De onderstaande kaart toont de ligging van Campana (Corsica) met de belangrijkste infrastructuur en aangrenzende gemeenten.

## Demografie
Onderstaande figuur toont het verloop van het inwonertal.
Vanwege een beveiligingsprobleem met de MediaWiki Graph-software is het momenteel niet mogelijk deze grafiek weer te geven. Zodra de software is bijgewerkt zal de grafiek vanzelf weer zichtbaar worden.